# 栃木刑務所

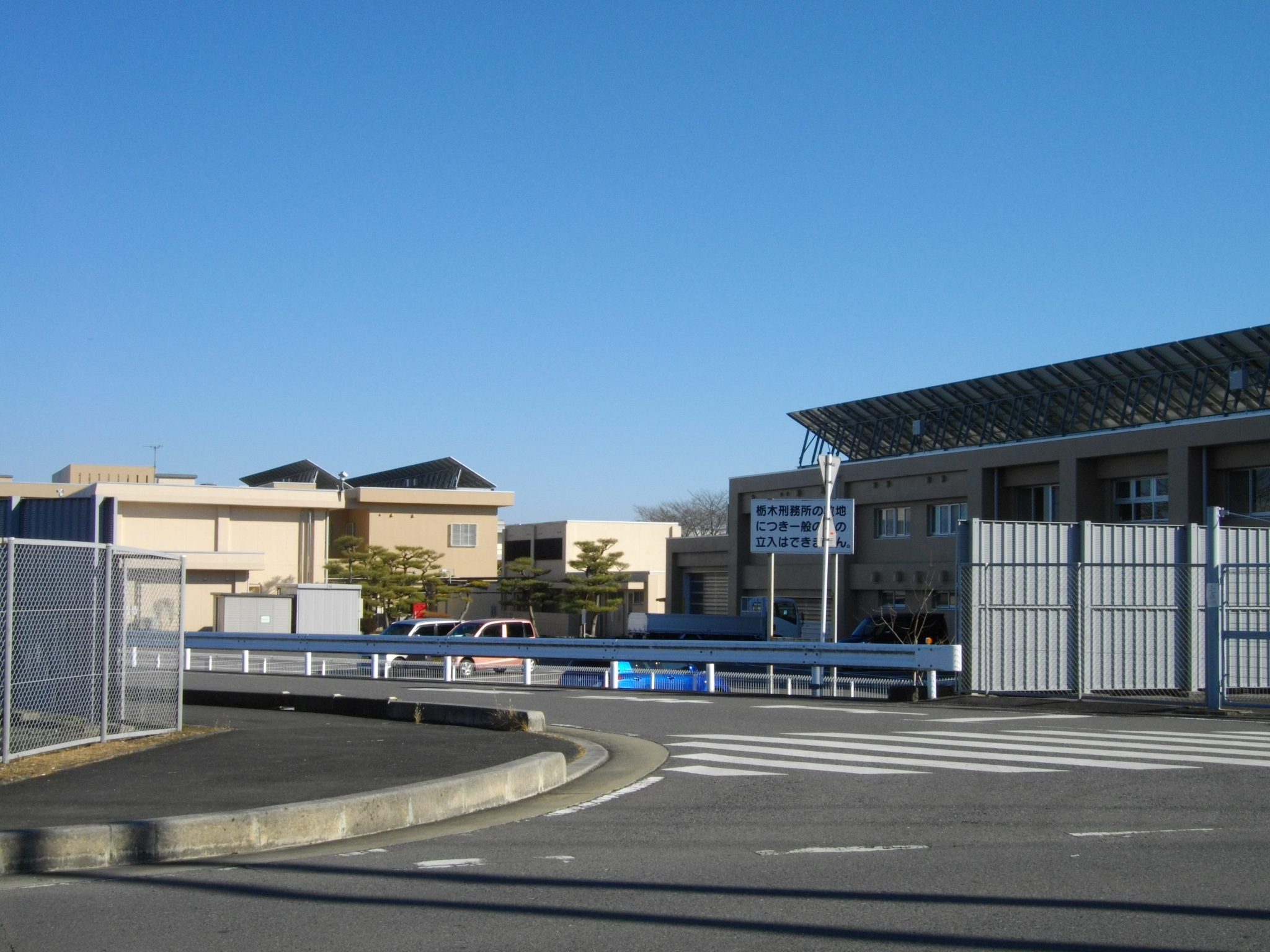
栃木刑務所

栃木刑務所（とちぎけいむしょ）は、栃木県栃木市にある、法務省関東矯正管区に属する女子刑務所。全国に9箇所ある女子収容施設（刑務所・刑務支所）の一つで、日本最大の規模を有する。

## 所在地
- 〒328-8550 栃木県栃木市惣社町2484番地

## アクセス
東武野州大塚駅から徒歩で30分、都賀ICから約8.1km（車で約20分）

## 概要
収容分類級はW（女性受刑者一般）、WF（外国人女性受刑者）、WJ（未成年の女性受刑者）である。収容定員は648名。
刑務作業として、伝統工芸に着想を得た「こぎん刺繍」をあしらった小物製品の製作を行う。

## 組織
所長以下、以下の部門がある。
- 総務部（庶務課、用度課、会計課）
- 医務課
- 処遇部
  - 企画部門（分類担当、教育担当、作業担当）
  - 処遇部門（第一担当、第二担当、第三担当、第四担当）
- 分類審議室

## 著名な受刑者
- 竹久みち
- 小向美奈子
- 浴田由紀子
- 阿部定
- 船橋18歳少女殺害事件犯人女性